# Syrphoctonus centralis
Syrphoctonus centralis är en stekelart som beskrevs av Pierre L. G. Benoit 1955. Syrphoctonus centralis ingår i släktet Syrphoctonus och familjen brokparasitsteklar. Inga underarter finns listade i Catalogue of Life.